# 하지 도시아키
하지 도시아키(일본어: 羽地 登志晃, 1978년 8월 28일 ~ )는 일본의 전 축구 선수이다.

## 구단 경력
과거 세레소 오사카, 몬테디오 야마가타, 제프 유나이티드 이치하라, 가시와 레이솔, 도쿠시마 보르티스, 방포레 고후에서 활동하였다.